# Planorbis
Катушка (Planorbis) — род сидячеглазых улиток семейства катушек (Planorbidae). Обитатели пресных вод. Хотя на первый взгляд раковины представителей этого рода выглядят двустворочнне симметричными, витки спирали отклоняются от плоскости и закручены в трёх измерениях.
По виду раковина улиток катушек напоминает плоскую плотно закрученную спираль. Тело конической формы, которое улитка зачастую скрывает в раковине, удлиненное. Цвет тела идентичен цвету раковины. Размер раковины взрослых моллюсков нередко достигает 3,5 см в диаметре и 1 см в ширину. Перемещение улитки катушки осуществляется при помощи ноги, имеющей широкое плоское основание (подошву), которая хорошо видна стороннему наблюдателю. На голове находятся тонкие длинные щупальца, на конце которых расположены светочувствительные клетки, обеспечивающие моллюску зрение. 

## Среда обитания и способности к адаптации
В природе улитки катушки роговые обитают повсеместно в водоемах с пресной водой, в том числе в центрально-европейской части России. Их можно обнаружить в медленно текущих или стоячих мелководных водоемах, а также на заросших заводях, в местах, где отсутствует быстрое течение. Такие водоемы, как правило, отличаются обилием гниющей растительности, которая служит для катушек не только убежищем, но и пищей. В аквариумах  распространение получили в основном теплолюбивые моллюски родом из тропических регионов.

## Состав рода
В настоящее время к роду Planorbis относят четыре вида:
- Planorbis corinna Gray, 1850
- Planorbis carinatus O. F. Müller, 1774
- Planorbis planorbis (Linnaeus, 1758)
- Planorbis kahuica Finlay & Laws, 1931

Ранее в него также включали ещё один вид — роговую катушку, однако впоследствии она была вынесена в род Planorbarius.